# Żelisławice (województwo śląskie)
Żelisławice – wieś w Polsce, położona w województwie śląskim, w powiecie będzińskim, w gminie Siewierz.
Pierwsza wzmianka historyczna o miejscowości pochodzi z 1376 r. W Żelisławicach działają od 1925 r. Ochotnicza Straż Pożarna i od 1931 r. Koło Gospodyń Wiejskich.
W Żelisławicach znajduje się zabytkowa kaplica rodziny Zalasowskich z przełomu XVIII/XIX w.
| SIMC    | Nazwa       | Rodzaj    |
| ------- | ----------- | --------- |
| 0221787 | Huby        | część wsi |
| 0221793 | Kazimierzów | część wsi |
| 0221801 | Namiarki    | część wsi |
| 0221818 | Niweczka    | część wsi |
| 0221824 | Podlesie    | część wsi |

W latach 1975–1998 miejscowość należała administracyjnie do województwa katowickiego.